# Cecil Haig
Cecil Henry Haig (16. marts 1862 i Kensington – 3. marts 1947) var en britisk fægter som deltog i de olympiske lege OL 1908 i London.
Haig vandt en sølvmedalje i fægtning under OL 1908 i London. Han var med på det britiske hold som kom på en andenplads, efter Frankrig i holdkonkurrencen i kårde.